# ZOMBIO/死霊のしたたり
『ZOMBIO/死霊のしたたり』（ゾンバイオ しりょうのしたたり、原題：Re-Animator）は、1985年制作のアメリカ合衆国のホラー・コメディ映画。日本でのビデオタイトルは『死霊のしたたり』。
ハワード・フィリップス・ラヴクラフト原作のホラー小説『死体蘇生者ハーバート・ウェスト』 (Herbert West–Reanimator) の映画化。スチュアート・ゴードン監督のデビュー作である。
シリーズ化され、3作目まで制作された。『死霊のしたたり2』には、山形テレビ（YTS）が出資した（バブル期の事業多角化の一環だったが、経営悪化の一因となり、フジテレビ系列からテレビ朝日系列へのネットチェンジの遠因になった。）。

## あらすじ
マサチューセッツ州に所在する某大学のヒル博士の研究室にて助手を務めるハーバート・ウェストはある日、死体を蘇生させる血清の発明に成功する。ハーバートは血清の信用性を確かめるため、ホルジー学長の娘のメイガンと恋仲の同僚のダンと共に死体置場で実験を試みるが、そこへやって来たホルジー学長はゾンビとなって暴れだした死体に殺されてしまう。ハーバートとダンがホルジー学長を生き返らせようと血清を注射したところ、彼は狂暴なゾンビと化す。
一方、メイガンに老いらくの恋心を抱くヒル博士は、ハーバートの血清の技術を知って手柄を奪おうとするが逆に首を切断され、頭と胴それぞれに血清を注射された結果、首と胴が別れたゾンビと化す。ハーバートを気絶させて逃走したヒル博士はメイガンをさらって思いを果たそうとするが、駆けつけたハーバートとダンにゾンビの群れが襲いかかる。ヒル博士の胴体から噴き出した腸がハーバートを締めつける中、ホルジー学長はメイガンを助ける意思を見せてヒル博士の頭部を握り潰す。しかし、メイガンは脱出寸前のところでゾンビに殺され、ダンは悲しみに暮れてメイガンの遺体に血清を注射するのであった。

## キャスト
括弧内はBD新録版での日本語吹き替え。
- ハーバート・ウェスト：ジェフリー・コムズ（野村達也）
- ダン・ケイン：ブルース・アボット（森崎宣仁）
- ヒル博士：デヴィッド・ゲイル（加藤優季）
- メイガン：バーバラ・クランプトン（川﨑芽衣子）
- メイス：ジェリー・ブラック（甲斐大海）
- アラン：ロバート・サンプソン（児玉進吾）
- ホルジー学長：ロバート・A・バーンズ
- その他の日本語吹き替え：阿部晋一、大仲マリ、鳥飼愛美、八阪麻琴

## シリーズ作品
1. ZOMBIO/死霊のしたたり（1985年）監督：スチュアート・ゴードン
2. 死霊のしたたり2（英語版）（1989年）監督：ブライアン・ユズナ
3. RE-ANIMATOR/死霊のしたたり3（英語版）（2003）監督：ブライアン・ユズナ